# Albert-Einstein-Realschule Ulm-Wiblingen
Die Albert-Einstein-Realschule Ulm-Wiblingen ist eine staatliche Realschule im Ulmer Stadtteil Wiblingen mit einem bilingualen Zug.  Die Realschule bietet den mittleren Schulabschluss und die Möglichkeit ins G-Niveau zu wechseln, um dort einen Hauptschulabschluss zu machen.
Es gibt den Förderverein AER. 

## Gebäude
Die Realschule befindet sich im Schulzentrum am Tannenplatz im Ulmer Stadtteil Wiblingen. Sie teilt sich mit dem  Albert-Einstein-Gymnasium Ulm sowie einer Grundschule einen Gebäudekomplex.

## Schulleiter
- David Langer (bis 2021)[3]
- Tobias Schmidt (seit 2021)[2]

## Weblink
- Website der Albert-Einstein-Realschule Ulm-Wiblingen.